# Clapping Music
Clapping Music er et minimalistisk værk skrevet af Steve Reich i 1972. Det er skrevet for to performere og udføres udelukkende ved at klappe.
Værket udforsker phasing i højere grad end Reichs tidligere værker. Det er bygget op om én fast rytme som gentages 156 gange: den ene stemme ligger i fast gentagelse, mens den anden forskubbes, indtil de to performere igen er synkrone.